# Список італійських імен
Список італійських імен

## A
- Abele - Абеле
- Achille - Акілле
- Ada - Ада
- Adalberto - Адальберто
- Adamo - Адамо
- Adelaide - Аделаїда
- Adelasia - Аделазія
- Adelina - Аделіна
- Adolfo - Адольфо
- Adriana - Адріана
- Adriano - Адріано
- Agapito - Аґапіто
- Agata - Аґата
- Agenore - Адженоре
- Agnese - Аньєсе
- Agostina - Аґостіна
- Agostino - Аґостіно
- Alba - Альба
- Albano - Альбано
- Alberico - Альберіко
- Alberta - Альберта
- Albertina - Альбертіна
- Alberto - Альберто
- Albina - Альбіна
- Alceste - Альчесте
- Alda - Альда
- Aldo - Альдо
- Aleardo - Алеардо
- Alessandra - Алессандра
- Alessandro - Алессандро
- Alessia - Алессія
- Alessio - Алессіо
- Alfeo - Альфео
- Alfonsina - Альфонсіна
- Alfonso - Альфонсо
- Alfreda - Альфреда
- Alfredo - Альфредо
- Alice - Аліче
- Aligi - Аліджі
- Alina - Аліна
- Allegra - Алеґра
- Alma - Альма
- Alonzo - Алонцо
- Altobello - Альтобелло
- Alvise - Альвізе
- Amadeo - Амадео
- Amalia - Амалія
- Amanda - Аманда
- Amando - Амандо
- Amaranta - Амаранта
- Amato - Амато
- Ambra - Амбра
- Ambrogino - Амброджіно
- Ambrogio - Амброджіо
- Amedea - Амедея
- Amedeo - Амедео
- Amelia - Амелія
- Amerigo - Амеріґо
- Amilcare - Амількаре
- Ampelio - Ампеліо
- Anacleto - Анаклето
- Anastasia - Анастасія
- Anastasio - Анастасіо
- Andrea - Андреа
- Angela - Анджела
- Angelica - Анджеліка
- Angelina - Анджеліна
- Angelo - Анджело
- Anna - Анна
- Annabella - Аннабелла
- Annalisa - Анналіза
- Annetta - Анетта
- Annibale - Аннібале
- Annunziata - Аннунціата
- Annunziato - Аннунціато
- Anselma - Анселма
- Anselmo - Анселмо
- Antonella - Антонелла
- Antonello - Антонелло
- Antonia - Антонія
- Antonietta - Антонієтта
- Antonina - Антоніна
- Antonino - Антоніно
- Antonio - Антоніо
- Arcangelo - Арканджело
- Arduino - Ардуїно
- Arianna - Аріанна
- Aristide - Аристіде
- Armando - Армандо
- Armida - Арміда
- Arnaldo - Арнальдо
- Aroldo - Арольдо
- Arrigo - Арріґо
- Arsenio - Арсеніо
- Artemio - Артеміо
- Arturo - Артуро
- Asia - Азія
- Assunta - Ассунта
- Attilio - Аттіліо
- Augusta - Аугуста
- Augusto - Аугусто
- Aurelia - Аурелія
- Aureliana - Аврельяна
- Aureliano - Аврельяно
- Aurelio - Авреліо
- Aurora - Аврора
- Avanti - Аванті
- Azzurra - Адзурра

## B
- Baccio - Баччо
- Baldassare - Бальдассаре
- Balduccio - Бальдуччо
- Banco - Банко
- Barbara - Барбара
- Barnaba - Барнаба
- Bartola - Бартола
- Bartolomeo - Бартоломео
- Bartoluccio - Бартолуччо
- Basilio - Базіліо
- Bastiano - Бастіано
- Battista - Баттіста
- Beatrice - Беатріче
- Belinda - Белінда
- Belisario - Белізаріо
- Bella - Белла
- Bellanca - Белланка
- Belloza - Беллоца
- Benedetta - Бенедетта
- Benedetto - Бенедетто
- Beniamino - Беньяміно
- Benigno - Беніньо
- Benito - Беніто
- Benvenuto - Бенвенуто
- Beppe - Беппе
- Berenice - Береніче
- Berlinghiero - Берлінґ'єро
- Bernardino - Бернардіно
- Bernardo - Бернардо
- Bertoldo - Бертольдо
- Bertrando - Бертрандо
- Bettino - Беттіно
- Biagio - Б'яджо
- Bianca - Б'янка
- Bibiana - Біб'яна
- Bice - Біче
- Bonafemina - Бонафеміна
- Bonaventura - Бонавентура
- Bonifazio - Боніфаціо
- Brando - Брандо
- Brigida - Бриджида
- Brigitta - Бриджитта
- Bruna - Бруна
- Bruno - Бруно
- Buona - Буона
- Burlanda - Бурланда
- Buscheto - Бускето

## C
- Callisto - Каллісто
- Calogero - Калоджеро
- Calvino - Кальвіно
- Cambio - Камбіо
- Camilla - Камілла
- Camillo - Камілло
- Candido - Кандідо
- Canio - Каніо
- Carla - Карла
- Carlo - Карло
- Carlomaria - Карломарія
- Carlotta - Карлотта
- Carmela - Кармела
- Carmelo - Кармело
- Carmine - Карміне
- Carolina - Кароліна
- Casimiro - Казіміро
- Castruccio - Каструччо
- Cataldo - Катальдо
- Caterina - Катерина
- Cecchino - Чеккіно
- Cecilia - Чечилія
- Cecilio - Чечиліо
- Celestina - Челестіна
- Celestino - Челестіно
- Cesare - Чезаре
- Cherubino - Керубіно
- Chiara - Кьяра
- Ciriaco - Чиріако
- Cirillo - Чирілло
- Ciro  - Чиро
- Clarissa - Клариса
- Claudia - Клавдія
- Claudio - Клаудіо
- Clelia - Клелія
- Clemente - Клементе
- Clementina - Клементіна
- Clio - Кліо
- Cloe - Клое
- Concetta - Кончетта
- Concettina - Кончеттіна
- Consolata - Консолата
- Cordelia - Корделія
- Corinna - Коріна
- Cornelia - Корнелія
- Corrado - Коррадо
- Cosetta - Козетта
- Cosima - Козіма
- Cosma - Козма
- Costantino - Костантіно
- Costanza - Костанца
- Costanzo - Костанцо
- Crispino - Кріспіно
- Cristiana - Крістіана
- Cristiano - Крістіано
- Cristina - Крістіна
- Cristoforo - Крістофоро

## D
- Daddi - Дадді
- Dalmasio - Дальмазіо
- Dalmazzo - Дальмаццо
- Dafne - Дафне
- Dalia - Даля
- Dalila - Даліла
- Damiano - Даміано
- Danese - Данесе
- Daniela - Даніела
- Daniele - Даніеле
- Danilo - Данило
- Dante - Данте
- Dario - Даріо
- Davide - Давіде
- Debora - Дебора
- Deborah - Дебора
- Decio - Дечо
- Defendente - Дефенденте
- Delfina - Дельфіна
- Demetrio - Деметріо
- Deodato - Деодато
- Desiderio - Дезідеріо
- Diana - Діана
- Diego - Дієго
- Diletta - Ділетта
- Dina - Діна
- Dino - Діно
- Dionigi - Дьоніджі
- Dionisio - Дьонізіо
- Domenica - Доменіка
- Domenico - Доменіко
- Domitilla - Домітілла
- Donata - Доната
- Donatella - Донателла
- Donatello - Донателло
- Donato - Донато
- Dora - Дора
- Doriano - Доріано
- Dorotea - Доротея
- Dosso - Доссо
- Duccio - Дуччо
- Duilio - Дуіліо

## E
- Ebe - Ебе
- Edgardo - Едгардо
- Edmondo - Едмондо
- Edoardo - Едоардо
- Edvige - Едвідже
- Efisio - Ефізіо
- Egidio - Еджидіо
- Elda - Ельда
- Elena - Елена
- Eleonora - Елеонора
- Elettra - Елеттра
- Eleuterio - Елеутеріо
- Elia - Еліа
- Eliana - Еліана
- Eligio - Еліджо
- Elio - Еліо
- Elisa - Еліза
- Elisabetta - Елізабетта
- Elsa - Ельза
- Elvira - Ельвіра
- Emanuele - Емануеле
- Emerico - Емеріко
- Emilia - Емілія
- Emiliano - Емільяно
- Emilio - Еміліо
- Emma - Емма
- Enea - Енеа
- Ennio - Енніо
- Enrica - Енріка
- Enrico - Енріко
- Enzo - Енцо
- Ercole - Ерколе
- Erica - Еріка
- Erika - Еріка
- Ermanno - Ерманно
- Ermete - Ермете
- Erminio - Ермініо
- Ermolao - Ермолао
- Ernestina - Ернестіна
- Ernesto - Ернесто
- Ersilio - Ерсіліо
- Ester - Естер
- Ettore - Етторе
- Eugenia - Еудженія
- Eugenio - Еудженіо
- Eustachio - Еустакіо
- Eva - Ева
- Evaristo - Еварісто
- Evelina - Евеліна
- Ezechiele - Едзекьєле
- Ezio - Еціо

## F
- Fabiolla - Фабіола
- Fabiano - Фабіано
- Fabio - Фабіо
- Fabrizia - Фабриція
- Fabrizio - Фабриціо
- Fausto - Фаусто
- Fedele - Фіделе
- Federica - Федеріка
- Federico - Федеріко
- Felice - Феліче
- Ferdinando - Фердінандо
- Fernando - Фернандо
- Ferruccio - Ферруччо
- Fiamma - Фіамма
- Fiammetta - Фіамметта
- Filiberto - Філіберто
- Filippo - Філіппо
- Filomena - Філомена
- Fioralba - Фіоральба
- Fioranna - Фіоранна
- Fiorella - Фіорелла
- Fiorenza - Фіоренца
- Fiorenzo - Фіоренцо
- Firmino - Фірміно
- Flaminia - Фламінья
- Flavio - Флавіо
- Flora - Флора
- Folco - Фолко
- Fortunata - Фортуната
- Fortunato - Фортунато
- Fosco - Фоско
- Franca - Франка
- Francesca - Франческа
- Francesco - Франческо
- Franco - Франко
- Fulvia - Фульвія
- Fulvio - Фульвіо

## G
- Gabriele - Ґабріеле
- Gabriella - Ґабріелла
- Gaetano - Ґаетано
- Gaia - Ґайя
- Galimberto - Ґалімберто
- Gaspare - Ґаспаре
- Gastone - Ґастоне
- Gavino - Ґавіно
- Geltrude - Джелтруде
- Gemma - Джемма
- Gennarino - Дженнаріно
- Gennaro - Дженнаро
- Genoveffa - Дженовеффа
- Geraldo - Джеральдо
- Gerardo - Джерардо
- Gerolamo - Джероламо
- Geronimo - Джеронімо
- Gherardo - Джерардо
- Giacinta - Джачинта
- Giacinto - Джачинто
- Giacobbe - Джакоббе
- Giacomino - Джакоміно
- Giacomo - Джакомо
- Giada - Джада
- Giambattista - Джамбаттіста
- Giampaolo - Джампаоло
- Giampietro - Джамп'єтро
- Gian-Andrea - Джан-Андреа
- Gian-Carlo - Джан-Карло
- Giandonato - Джандонато
- Gianfrancesco - Джанфранческо
- Gianfranco - Джанфранко
- Gianlorenzo - Джанлоренцо
- Gianluca - Джанлука
- Gianluigi - Джанлуїджі
- Gianmaria - Джанмарія
- Gianna - Джанна
- Gianni - Джанні
- Giannina - Джанніна
- Gianpaolo - Джанпаоло
- Gianpiero - Джанп'єро
- Gilberto - Джільберто
- Gilda - Джільда
- Gina - Джіна
- Ginevra - Джіневра
- Gino - Джіно
- Gioacchino - Джоаккіно
- Giobbe - Джоббе
- Gioconda - Джоконда
- Giordano - Джордано
- Giorgia - Джорджія
- Giorgiana - Джорджіана
- Giorgina - Джорджіна
- Giorgio - Джорджо
- Giovanna - Джованна
- Giovanni - Джованні
- Giovannina - Джованніна
- Giovannino - Джованніно
- Girolamo - Джироламо
- Gisella - Джизелла
- Giuditta - Джудітта
- Giulia - Джулія
- Giuliana - Джуліана
- Giuliano - Джуліано
- Giulietta - Джульєтта
- Giulio - Джуліо
- Giuseppa - Джузеппа
- Giuseppe - Джузеппе
- Giuseppina - Джузеппіна
- Giustiniano - Джустініано
- Giustina - Джустіна
- Giustino - Джустіно
- Goffredo - Ґоффредо
- Goro - Ґоро
- Gottardo - Ґоттардо
- Grazia - Ґрація
- Graziella - Ґраціелла
- Gregorio - Ґреґоріо
- Gualtiero - Ґвальтьєро
- Guarino - Ґваріно
- Guasparre - Ґваспарре
- Guglielmo - Ґульєльмо
- Guido - Ґвідо
- Gustavo - Ґуставо

## I
- Iacobello - Якобелло
- Iacopo - Якопо
- Idomeneo - Ідоменео
- Ieronimo - Єронімо
- Ignazio - Іньяціо
- Ilaria - Іларія
- Ilario - Іларіо
- Iolanda - Іоланда
- Ippolito - Іпполіто
- Irene - Ірене
- Isabella - Ізабелла
- Isacco - Ізакко
- Isaia - Ізая
- Isidoro - Ізідоро
- Italo - Італо
- Iuliano - Юліано
- Ivanoe - Іваное
- Ivo - Іво

## J
- Jacobella - Якобелла
- Jacopa - Якопа
- Jacopo - Якопо
- Jacopone - Якопоне
- Jannis - Янніс
- Jeronimo - Єронімо
- Joachimo - Йоакімо
- Joanna - Йоанна
- Jolanda - Йоланда
- Julitta - Юлітта
- Jutta - Ютта

## L
- Laerte - Лаерте
- Lamberto - Ламберто
- Lanfranco - Ланфранко
- Lapa - Лапа
- Lara - Лара
- Laura - Лаура
- Lavinia - Лавінія
- Lazzaro - Ладзаро
- Lea - Лея
- Leandro - Леандро
- Leda - Леда
- Leonardo - Леонардо
- Leopoldo - Леопольдо
- Letizia - Летіція
- Lia - Лія
- Libera - Лібера
- Lidia - Лідія
- Liliana - Ліліана
- Lino - Ліно
- Lionello - Ліонелло
- Lisa - Ліза
- Livia - Лівія
- Livio - Лівіо
- Lodovico - Лодовіко
- Loredana - Лоредана
- Lorella - Лорелла
- Lorena - Лорена
- Lorenza - Лоренца
- Lorenzo - Лоренцо
- Loretta - Лоретта
- Loriana - Лоріана
- Luana - Луана
- Luca - Лука
- Lucia - Луча
- Luciana - Лучана
- Luchino - Лукіно
- Luciano - Лучано
- Lucio - Лучо
- Lucrezia - Лукреція
- Ludovica - Лудовіка
- Ludovico - Лудовіко
- Luigi - Луїджі
- Luigino - Луїджино
- Luisella - Луїзелла
- Lunardo - Лунардо

## M
- Macedonio - Мачедоніо
- Macrino - Макріно
- Maddalena - Маддалена
- Mafalda - Мафальда
- Magda - Маґда
- Maia - Майя
- Manfredi - Манфреді
- Manfredino - Манфредіно
- Manlio - Манліо
- Manuele - Мануеле
- Mara - Мара
- Marcantonio - Маркантоніо
- Marcella - Марчелла
- Marcello - Марчелло
- Marco - Марко
- Margherita - Марґеріта
- Maria - Марія
- Mariangela - Маріанджела
- Marianna - Маріанна
- Marica - Маріка
- Mariella - Маріелла
- Marilena - Марілена
- Marina - Маріна
- Marino - Маріно
- Mario - Маріо
- Marisa - Маріса
- Marta - Марта
- Martina - Мартіна
- Massimiliano - Массіміліано
- Massimo - Массімо
- Matilda - Матільда
- Matteo - Маттео
- Mattia - Маттія
- Maura - Маура
- Maurizio - Мауріціо
- Mauro - Мауро
- Melissa - Мелісса
- Micaela - Мікаела
- Michela - Мікела
- Milena - Мілена
- Mimma - Мімма
- Mina - Міна
- Minerva - Мінерва
- Miranda - Міранда
- Mirella - Мірелла
- Modesto - Міодесто
- Monica - Моніка
- Montello - Монтелло
- Morena - Морена
- Mose - Мосе
- Muzio - Муціо

## N
- Naddo - Наддо
- Nando - Нандо
- Nanni - Нанні
- Nardo - Нардо
- Natale - Натале
- Natalia - Наталія
- Nazario - Нацаріо (Надзаріо)
- Nerina - Неріна
- Nestore - Несторе
- Niccolo - Нікколо
- Nicodemo - Нікодемо
- Nicola - Нікола
- Nicoletta - Ніколетта
- Nicolo - Ніколо
- Nina - Ніна
- Nino - Ніно
- Noemi - Ноемі
- Novella - Новелла
- Nunzia - Нунція
- Nunziatella - Нунціателла
- Nunziatina - Нунціатіна
- Nunzio - Нунціо

## O
- Oberto - Оберто
- Oddo - Оддо
- Oderigo - Одеріґо
- Odilon - Оділон
- Ofelia - Офелія
- Olimpia - Олімпія
- Olivia - Олівія
- Oliviero - Олів'єро
- Omero - Омеро
- Onofrio - Онофріо
- Onorato - Онорато
- Orazio - Ораціо
- Oreste - Оресте
- Orfeo - Орфео
- Oriana - Оріана
- Orlando - Орландо
- Ornella - Орнелла
- Orsola - Орсола
- Ortensia - Ортензія
- Oscar - Оскар
- Osvaldo - Освальдо
- Ottaviano - Оттавіано
- Ottavia - Оттавія
- Ottavio - Оттавіо
- Ottone - Оттоне
- Ottorino - Отторіно
- Ovidio - Овідіо

## P
- Pace - Паче
- Pacifico - Пачіфіко
- Pacino - Пачіно
- Pacio - Пачо
- Paganello - Паґанелло
- Palla - Палла
- Palmina - Пальміна
- Pamela - Памела
- Paola - Паола
- Paolo - Паоло
- Paris - Паріс
- Pasquale - Паскуале
- Pasqualina - Паскуаліна
- Pasqualino - Паскуаліно
- Patrizia - Патриція
- Patrizio - Патриціо
- Penelope - Пенелопе
- Perla - Перла
- Petronilla - Петронілла
- Pia - Пія
- Piera - П'єра
- Pierangelo - П'єранджело
- Pierluigi - П'єрлуїджі
- Piero - П'єро
- Pieroantonio - П'єроантоніо
- Pietro - П'єтро
- Pina - Піна
- Pino - Піно

- Pippo - Піппо
- Primo - Прімо
- Prisca - Пріска
- Priscilla - Прісцилла
- Prospero - Просперо
- Proteo - Протео
- Prudenzio - Пруденціо
- Puccino - Пуччіно

## Q
- Quarantotti - Куарантотті
- Quido - Квідо
- Quinto - Квінто
- Quintilliano - Квінтільяно
- Quintino - Квінтіно
- Quirino - Квіріно
- Quirizio - Квіріціо

## R
- Raf - Раф
- Rachele - Ракеле
- Raffaele - Рафаеле
- Raffaello - Рафаелло
- Raimondo - Раймондо
- Raimundo - Раймундо
- Rainero - Райнеро
- Ramo - Рамо
- Rebecca - Ребекка
- Regina - Реджина
- Reginaldo - Реджинальдо
- Remo - Ремо
- Renata - Рената
- Renato - Ренато
- Renzo - Ренцо
- Riccardo - Ріккардо
- Rinaldo - Рінальдо
- Rina - Ріна
- Rino - Ріно
- Rita - Ріта
- Roberta - Роберта
- Roberto - Роберто
- Rocco - Рокко
- Rolando - Роландо
- Romano - Романо
- Romeo - Ромео
- Romina - Роміна
- Rosa - Роза
- Rosalba - Розальба
- Rosalia - Розалія
- Rosalinda - Розалінда
- Rosanna - Розанна
- Rosaria - Розарія
- Rosario - Розаріо
- Rosetta - Розетта
- Rosina - Розіна
- Rossana - Россана
- Rossano - Россано
- Ruggero - Руджеро
- Ruggieri - Руджері
- Ruggiero - Руджеро
- Ruth - Рут
- Rutilio - Рутіліо

## S
- Sabina - Сабіна
- Sabrina - Сабріна
- Salvatore - Сальваторе
- Salvo - Салво
- Samanta - Саманта
- Samantha - Саманта
- Samuele - Самуеле
- Sandra - Сандра
- Sandro - Сандро
- Santa - Санта
- Santina - Сантіна
- Santo - Санто
- Santuzza - Сантуцца
- Sara - Сара
- Saverio - Саверіо
- Scipio - Шипіо
- Sebastiana - Себастіана
- Selvaggia - Сельваджа
- Serafina - Серафіна
- Serafino - Серафіно
- Serena - Серена
- Sergio - Серджо
- Sesto - Сесто
- Sibilla - Сібілла
- Silvana - Сільвана
- Silvano - Сільвано
- Silvestro - Сільвестро
- Silvia - Сільвія
- Silvio - Сільвіо
- Simeone - Сімеоне
- Simona - Сімона
- Simone - Сімоне
- Simonetta - Сімонетта
- Sisto - Сісто
- Sofia - Софія
- Sonia - Соня
- Sperone - Спероне
- Stefania - Стефанія
- Stefano - Стефано
- Stella - Стелла
- Susanna - Сузанна
- Sveva - Свева

## T
- Tadeo - Тадео
- Tano - Тано
- Tazio - Таціо
- Tarquinio - Тарквіньйо
- Tea - Теа
- Telemaco - Телемако
- Teo - Тео
- Teodora - Теодора
- Teodoro - Теодоро
- Teofilo - Теофіло
- Teresa - Тереза
- Teresina - Терезіна
- Tibaldo - Тібальдо
- Tiberio - Тіберіо
- Timoteo - Тімотео
- Tina - Тіна
- Tino - Тіно
- Tita - Тіта
- Tiziana - Тіціана
- Tiziano - Тіціано
- Tommasa - Томмаза
- Tommasina - Томмазіна
- Tommaso - Томмазо
- Toni - Тоні
- Tonino - Тоніно
- Totti - Тотті
- Traiano - Траяно
- Tranquillo - Транквілло
- Tuccio - Туччо
- Tullia - Туллія
- Tullio - Тулліо

## U
- Ubaldo - Убальдо
- Ubertino - Убертіно
- Ugo - Уґо
- Ugolina - Уґоліна
- Uguccione - Уґуччоне
- Ulisse - Уліссе
- Ulrico - Ульріко
- Umberto - Умберто
- Umbro - Умбро
- Urania - Уранія
- Urbano - Урбано

## V
- Valentina - Валентина
- Valentino - Валентіно
- Valeria - Валерія
- Valerio - Валеріо
- Vanessa - Ванесса
- Vanna - Ванна
- Vanni - Ванні
- Vasco - Васко
- Venanzio - Венанціо
- Vera - Вера
- Verdiano - Вердіано
- Veronica - Вероніка
- Vespasiano - Веспасіано
- Vincenza - Вінченца
- Vincenzina - Вінченціна
- Vincenzo - Вінченцо
- Viola - Віола
- Violante - Віоланте
- Violetta - Віолетта
- Virgilio - Вірджиліо
- Virginia - Вірджинія
- Virna - Вірна
- Vitaliano - Віталіано
- Vito - Віто
- Vittore - Вітторе
- Vittoria - Вітторія
- Vittoriano - Вітторіано
- Vittorio - Вітторіо
- Viviana - Вівіана

## Z
- Zaccaria - Дзаккарія
- Zaccheri - Дзаккері
- Zaccheria - Дзаккерія
- Zaira - Заїра
- Zanetto - Дзанетто
- Zanino - Дзаніно
- Zanita - Дзаніта
- Zanobi - Дзанобі
- Zelone - Дзелоне
- Zeno - Дзено
- Zenone - Дзеноне
- Zita - Зіта
- Zoan - Дзоан
- Zoe - Дзое
- Zorzi - Дзорці
- Zuanne - Дзуанне